# Thomas Janeschitz

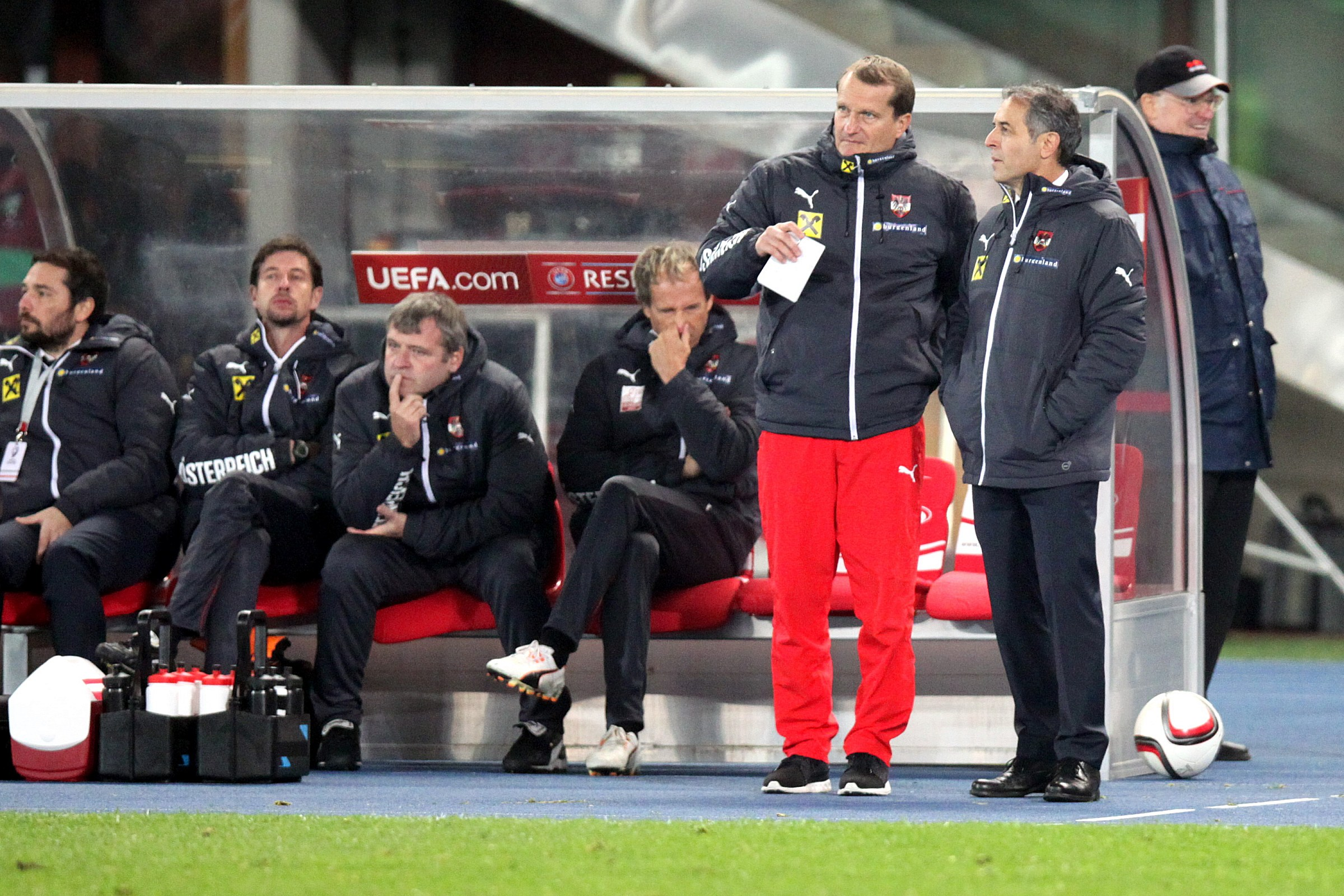
Thomas Janeschitz bei der Besprechung mit Teamchef Marcel Koller

Thomas Janeschitz (* 22. Juni 1966 in Wien) ist ein ehemaliger österreichischer Fußballspieler und aktueller -trainer. Sein größter Erfolg als Spieler war der ÖFB-Cupsieg mit dem Kremser SC 1988.

## Karriere

### Als Spieler
Thomas Janeschitz debütierte 1985 für den Wiener Sport-Club in der 1. Division, kam allerdings nur zu wenigen Einsätzen. Der 1987 folgende Wechsel zum Kremser SC in die 2. Division zahlte sich aus, denn es gelang der Aufstieg 1989 sowie zuvor der überraschende Cupsieg als Zweitligist 1988. Im Finale gegen Ernst Happels FC Swarovski setzten sich die Niederösterreicher mit 2:0 und 1:3 durch, wobei Thomas Janeschitz beim Hinspielsieg den zweiten Treffer schoss. Bereits nach einer Erstligasaison wurde er vom Sport-Club zurückgeholt, mit dem er sich aber 1992 ebenso wieder zurück in die 1. Division kämpfen musste. Nach 16 Toren 1992/93 war er für den Sport-Club allerdings nicht mehr zu halten, zumal er im Mai 1993 auch in der österreichischen Nationalmannschaft gegen Schweden in der WM-Qualifikation ’94 zum Einsatz kam.
Der neu gegründete FC Tirol verpflichtete den Stürmer, insgesamt vier Saisonen lang spielte Thomas Janeschitz in Innsbruck, in dieser Zeit gelangen ihm 44 Meisterschaftstore. In seiner letzten aktiven Saison 1997/98 spielte er noch bei der Wiener Austria, bei der er als Achtjähriger in der Schülermannschaft seine Karriere begonnen hatte.

### Als Trainer
Thomas Janeschitz blieb dem Fußball treu und begann als Nachwuchstrainer zu arbeiten, dies bei Rapid (1999–2001), Admira (2001–2002) und Austria (2002–2005). Nach einem Intermezzo als Co-Trainer der Veilchen übernahm er im Juni 2006 die Amateurmannschaft als Cheftrainer, die in der zweitklassigen Erste Liga spielte. Zu dieser Zeit war er auch der Förderer von David Alaba, den er am 18. April 2008 bereits im Alter von erst 15 Jahren in der Ersten Liga (zweithöchste österreichische Spielklasse) zum Einsatz brachte.
Am 1. Juli 2009 wurde Janeschitz zum Teamchef der österreichischen U16-Nationalmannschaft bestellt. Mit dem Kader arbeitete er ab 1. August 2010 als Teamchef der österreichischen U17-Nationalmannschaft und ab 1. August 2011 als Teamchef mit der österreichischen U18-Nationalmannschaft weiter. Mit 1. November 2011 wurde er zum Assistenztrainer von Teamchef Marcel Koller zur österreichischen Fußballnationalmannschaft bestellt. Zudem war Janeschitz zwischen 2009 und 2016 im ÖFB unter anderem als Leiter der Traineraus- und -fortbildung tätig. Am 18. Oktober 2017 wurde vom ÖFB bekannt gegeben, dass Janeschitz den ÖFB nach dem Abgang Kollers auf eigenen Wunsch per 31. Jänner 2018 verlassen wird.
Danach folgte er Koller als Co-Trainer zur im August 2018 in die Schweiz zum FC Basel. Im August 2020 trennte sich Basel von Koller und Janeschitz. Zur Saison 2022/23 übernahm er den Zweitligisten FC Dornbirn 1913 als Cheftrainer. In seiner ersten Saison schaffte er mit Dornbirn als Elfter den Klassenerhalt. Im Jänner 2024 wurde er freigestellt, Dornbirn lag zur Winterpause auf dem vorletzten Tabellenrang.
Im Mai 2024 übernahm er den Zweitligisten DSV Leoben als Geschäftsführer Sport. Leoben musste am Ende der Saison 2023/24 aus der 2. Liga zwangsabsteigen. Im September 2024 wurde Janeschitz beim nunmehrigen Regionalligisten entlassen.
Im Dezember 2024 wurde er Trainer des Zweitligisten SV Horn. Da der angestrebte Klassenerhalt nicht erreicht wurde, beendete Janeschitz im Juni 2025 sein Engagement in Horn. Anschließend übernahm er zur Saison 2025/26 die Leitung der Akademie von Zweitligist Admira Wacker.

## Sonstiges
Thomas Janeschitz studierte Leibeserziehung und Mathematik an der Universität Wien.

## Erfolge
- 1 × Österreichischer Cupsieger: 1988
- 1 × Österreichischer Zweitligameister: 1989 (2. Division)
- 2 × Young Star Coach des Jahres (Erste Liga)
- 1 Spiel für die österreichische Fußballnationalmannschaft von 1993